# Ventalló (kommunhuvudort)
Ventalló är en kommunhuvudort i Spanien.   Den ligger i provinsen Província de Girona och regionen Katalonien, i den östra delen av landet, 600 km öster om huvudstaden Madrid. Ventalló ligger 34 meter över havet och antalet invånare är 675.
Terrängen runt Ventalló är platt. Runt Ventalló är det ganska glesbefolkat, med 50 invånare per kvadratkilometer. Närmaste större samhälle är Figueres, 14,1 km norr om Ventalló. Trakten runt Ventalló består till största delen av jordbruksmark.